# Giải quần vợt vô địch quốc gia Úc 1935 - Đôi nam
Hạt giống số 3 Jack Crawford và Vivian McGrath đánh bại đương kim vô địch Pat Hughes và Fred Perry 6–4, 8–6, 6–2 trong trận chung kết, để giành chức vô địch Đôi nam tại Giải quần vợt vô địch quốc gia Úc 1935.
Trong set đầu tiên của trận chung kết Hughes là tay vợt duy nhất mất giao bóng. Tay vợt người Anh dẫn 3-0 ở set 2 và có 3 set points khi dẫn trước 5-2. Crawford và McGrath đã giành lại, thắng ba trận tiếp theo và – sau khi Perry đưa các trận đấu về thế cân bằng – họ tận dụng lỗi kép của Hughes ở game thứ 13 để giành chiến thắng 14-0. Trong 3 trận cuối cùng chỉ có tốn 3 set về một bên, cặp đôi người Úc chỉ thua 4 điểm và giành chiến thắng với một cú ace.
Đèn bị rơi đã ảnh hưởng đến ba trận của các vòng trước đó.
Ở vòng đầu tiên Bromwich và Huxley, colts đến từ New South Wales, dẫn trước 2-1 trước hạt giống số 1 Hughes và Perry. Do trời mưa nên không có trận đấu nào diễn ra ngày hôm sau và trận đấu được diễn ra sau ba ngày vào ngày 7 tháng 1. Đương kim vô địch đã phục hồi hoàn toàn và giành chiến thắng hai set còn lại.
Cùng ngày, trong trận tứ kết, một trận đấu khác cũng không được hoàn tất khi cặp đôi vào chung kết năm ngoái và hạt giống số 2 Quist và Turnbull thua cặp đôi người Pháp Boussus và Brugnon hai set. Hai ngày sau họ đã cải thiện sự chính xác và giành chiến thắng trong 3 set còn lại một cách tương đối dễ dàng.
Sau đó, trận tứ kết khác giữa Menzel/Moon và Hopman/Maier cũng không thể hoàn tất và tỉ số dừng lại ở hai set. Ngày hôm sau, cặp đôi sau đã thắng set thứ 5 và vào chơi trận bán kết với cặp đôi Hughes/Perry.

## Hạt giống
1. Pat Hughes /  Fred Perry (Chung kết)
2. Adrian Quist /  Don Turnbull (Bán kết)
3. Jack Crawford /  Vivian McGrath (Vô địch)
4. Harry Hopman /  Enrique Maier (Bán kết)
5. Christian Boussus /  Jacques Brugnon (Tứ kết)
6. Roderich Menzel /  Gar Moon (Tứ kết)
7. Vernon Kirby /  Roy Malcolm (Tứ kết)
8. Jack Clemenger /  Abel Kay (Vòng một)

## Kết quả

### Từ viết tắt
| - Q = Vòng loại - WC = Đặc cách - LL = Thua cuộc may mắn - Alt = Thay thế - SE = Miễn đặc biệt | - PR = Bảo toàn thứ hạng - w/o = Thắng nhờ đối thủ rút lui trước trận đấu - r = Bỏ cuộc giữa trận đấu - d = Bị xử thua - SR = Xếp hạng đặc biệt |

### Kết quả
|  | Vòng một | Vòng một                          | Vòng một | Vòng một | Vòng một | Vòng một | Vòng một |  |  | Tứ kết | Tứ kết                            | Tứ kết | Tứ kết                     | Tứ kết | Tứ kết | Tứ kết |  |  | Bán kết | Bán kết                      | Bán kết | Bán kết                      | Bán kết | Bán kết | Bán kết |  |  | Chung kết | Chung kết | Chung kết | Chung kết | Chung kết | Chung kết | Chung kết |  |
|  |          |                                   |          |          |          |          |          |  |  |        |                                   |        |                            |        |        |        |  |  |         |                              |         |                              |         |         |         |  |  |           |           |           |           |           |           |           |  |
|  | 1        | Pat Hughes Fred Perry             | 6        | 4        | 3        | 6        | 6        |  |  |        |                                   |        |                            |        |        |        |  |  |         |                              |         |                              |         |         |         |  |  |           |           |           |           |           |           |           |  |
|  |          | John Bromwich Arthur Huxley       | 4        | 6        | 6        | 3        | 4        |  |  | 1      | Pat Hughes Fred Perry             | 7      | 6                          | 6      |        |        |  |  |         |                              |         |                              |         |         |         |  |  |           |           |           |           |           |           |           |  |
|  |          | Reg Ewin Giorgio de Stefani       | 6        | 1        | 4        | 6        | 6        |  |  |        | Reg Ewin Giorgio de Stefani       | 5      | 3                          | 2      |        |        |  |  |         |                              |         |                              |         |         |         |  |  |           |           |           |           |           |           |           |  |
|  | 8        | Jack Clemenger Abel Kay           | 3        | 6        | 6        | 3        | 4        |  |  |        |                                   |        |                            |        |        |        |  |  | 1       | Pat Hughes Fred Perry        | 6       | 7                            | 6       |         |         |  |  |           |           |           |           |           |           |           |  |
|  | 6        | Roderich Menzel Gar Moon          | 6        | 6        | 6        |          |          |  |  |        |                                   | 4      | Harry Hopman Enrique Maier | 3      | 5      | 3      |  |  |         |                              |         |                              |         |         |         |  |  |           |           |           |           |           |           |           |  |
|  |          | Allan Knight William Robertson    | 2        | 2        | 4        |          |          |  |  | 6      | Roderich Menzel Gar Moon          | 4      | 1                          | 6      | 8      | 5      |  |  |         |                              |         |                              |         |         |         |  |  |           |           |           |           |           |           |           |  |
|  | 4        | Harry Hopman Enrique Maier        | 8        | 6        | 3        | 9        |          |  |  | 4      | Harry Hopman Enrique Maier        | 6      | 6                          | 4      | 6      | 7      |  |  |         |                              |         |                              |         |         |         |  |  |           |           |           |           |           |           |           |  |
|  |          | Tim Fitchett Jack Harper          | 6        | 1        | 6        | 7        |          |  |  |        |                                   |        |                            |        |        |        |  |  | 1       | Pat Hughes Fred Perry        | 4       | 6                            | 2       |         |         |  |  |           |           |           |           |           |           |           |  |
|  | 3        | Jack Crawford Vivian McGrath      | 8        | 6        | 6        |          |          |  |  |        |                                   |        |                            |        |        |        |  |  |         |                              | 3       | Jack Crawford Vivian McGrath | 6       | 8       | 6       |  |  |           |           |           |           |           |           |           |  |
|  |          | Bert Tonkin Jack Purcell          | 6        | 2        | 2        |          |          |  |  | 3      | Jack Crawford Vivian McGrath      | 6      | 4                          | 8      | 6      |        |  |  |         |                              |         |                              |         |         |         |  |  |           |           |           |           |           |           |           |  |
|  | 7        | Vernon Kirby Roy Malcolm          | 6        | 13       | 1        | 9        |          |  |  | 7      | Vernon Kirby Roy Malcolm          | 4      | 6                          | 6      | 2      |        |  |  |         |                              |         |                              |         |         |         |  |  |           |           |           |           |           |           |           |  |
|  |          | Jack Cummings John Grinstead      | 1        | 11       | 6        | 7        |          |  |  |        |                                   |        |                            |        |        |        |  |  | 3       | Jack Crawford Vivian McGrath | 6       | 6                            | 6       |         |         |  |  |           |           |           |           |           |           |           |  |
|  | 5        | Christian Boussus Jacques Brugnon | 6        | 6        | 8        |          |          |  |  |        |                                   | 2      | Adrian Quist Don Turnbull  | 3      | 4      | 3      |  |  |         |                              |         |                              |         |         |         |  |  |           |           |           |           |           |           |           |  |
|  |          | Bill Ryan Robert Vroland          | 1        | 3        | 6        |          |          |  |  | 5      | Christian Boussus Jacques Brugnon | 13     | 10                         | 3      | 3      | 2      |  |  |         |                              |         |                              |         |         |         |  |  |           |           |           |           |           |           |           |  |
|  | 2        | Adrian Quist Don Turnbull         | 6        | 6        | 6        |          |          |  |  | 2      | Adrian Quist Don Turnbull         | 11     | 8                          | 6      | 6      | 6      |  |  |         |                              |         |                              |         |         |         |  |  |           |           |           |           |           |           |           |  |
|  |          | Neil Ennis Colin McKenzie         | 0        | 0        | 0        |          |          |  |  |        |                                   |        |                            |        |        |        |  |  |         |                              |         |                              |         |         |         |  |  |           |           |           |           |           |           |           |  |